# Príncipe regente

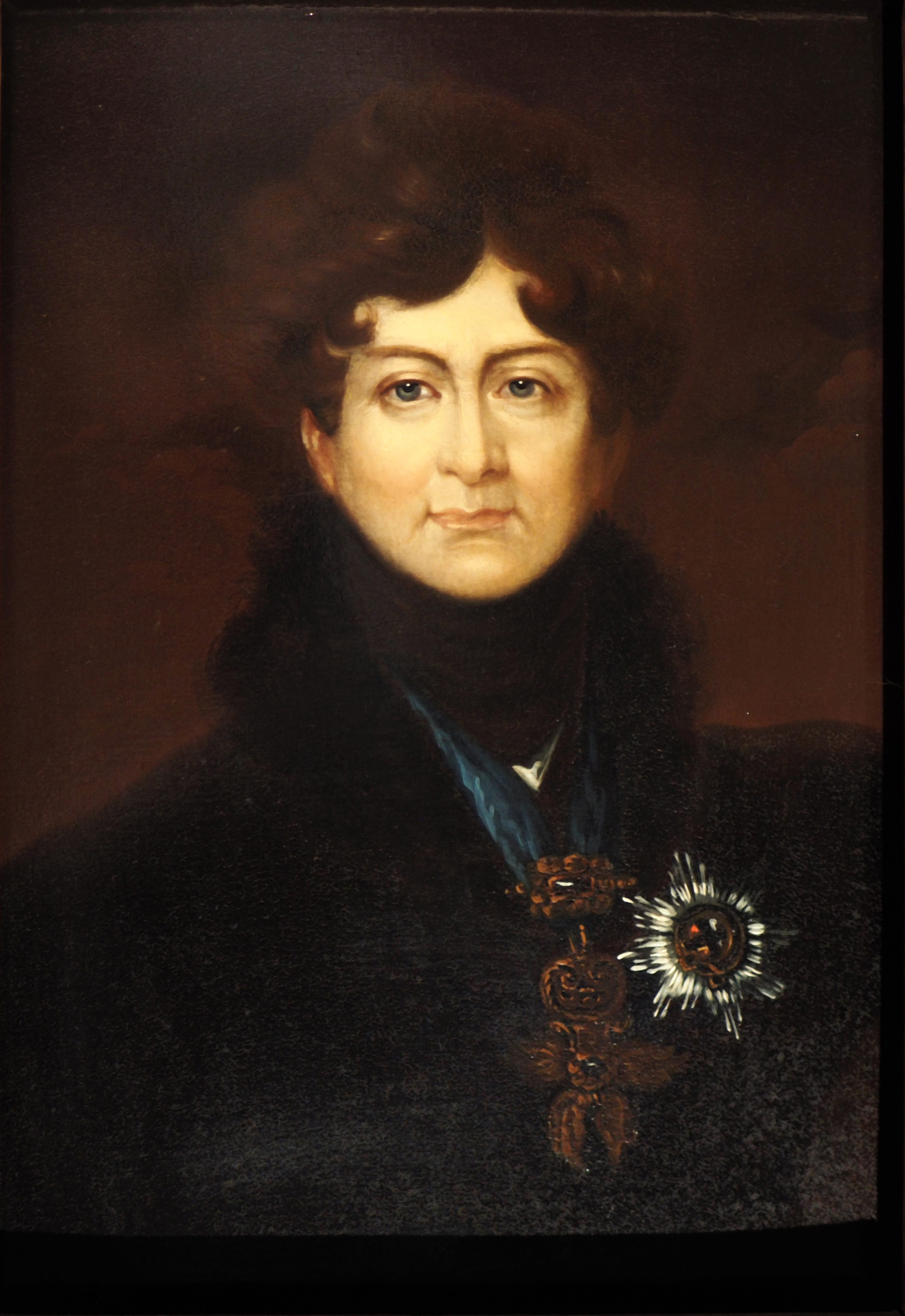
Jorge IV del Reino Unido, que era príncipe regente mientras que su padre era mentalmente incapaz entre 1811 y 1820.

Un príncipe regente, o príncipe-regente, es un príncipe que gobierna una monarquía como regente en lugar de un monarca, por ejemplo, como resultado de la incapacidad del soberano (minoría o enfermedad) o ausencia (lejanía, como el exilio o un viaje largo, o simplemente no es titular). Si bien el término en sí puede tener el significado genérico y referirse a cualquier príncipe que desempeña el papel de regente, históricamente se ha utilizado principalmente para describir a un pequeño número de príncipes individuales que eran regentes. 

## Príncipe regente en el Reino Unido

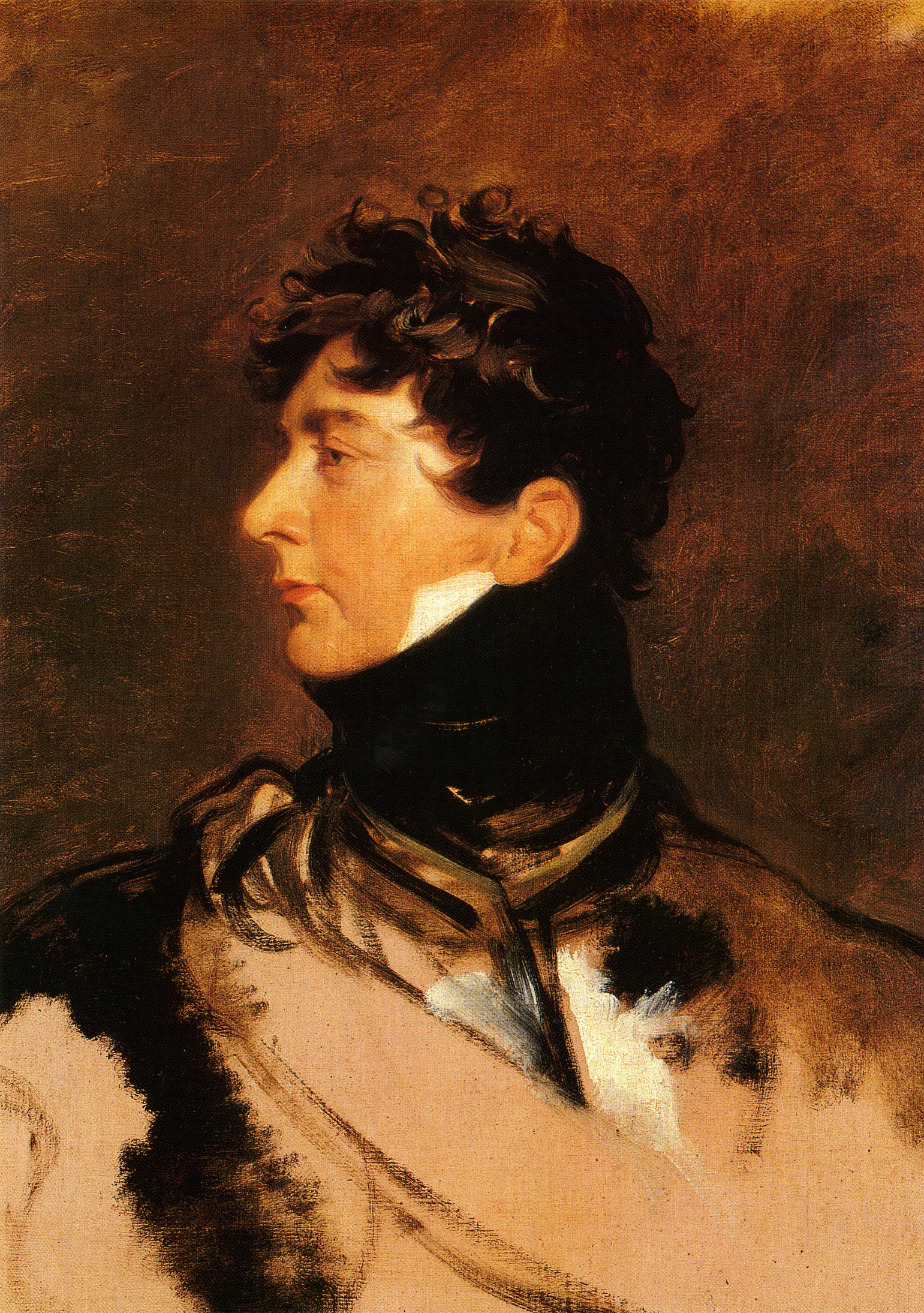
Rey Jorge IV (Thomas Lawrence - Galería Nacional de Retratos, NPG 123), época de la Regencia

En el idioma inglés, el título Prince Regent (Príncipe Regente) se asocia más comúnmente con Jorge IV, quien tuvo el estilo de Su Alteza Real The Prince Regent (El Príncipe Regente) durante la incapacidad, a fuerza de enfermedad mental, de su padre, George III. Regent's Park, Regent Street y Regent's Canal (que encargó) en Londres fueron nombrados en honor a él. El arquitecto John Nash, bajo el patrocinio de Su Alteza Real el Príncipe Regente, planeó una residencia de verano palaciega para el príncipe, 50 villas independientes en un entorno de zonas verdes y elegantes terrazas alrededor del exterior del parque. Todo esto era parte de un ambicioso plan, desarrollar The Regent's Park (El Parque del Regnte) y diseñar una nueva y elegante calle, Regent's Street, para vincularla con St. James's Park y la residencia del príncipe en Londres, Carlton House.
Este período se conoce como Período Regencia o Regencia Británica, o simplemente la Regencia. 
El título fue conferido por la Ley de Regencia el 5 de febrero de 1811. Sujeto a ciertas limitaciones por un período, el príncipe regente pudo ejercer todos los poderes del Rey. Se siguió el precedente de la crisis de regencia de 1788 (de la cual se recuperó Jorge III antes de que fuera necesario nombrar un regente). El Príncipe de Gales continuó como regente hasta la muerte de su padre en 1820, cuando se convirtió en Jorge IV. 
El 27 de noviembre de 2019, se rumoreaba que la Reina Isabel II podía renunciar a sus deberes (a la edad de 95 años) como reina y pasarla a su hijo. A partir de mayo de 2021, el Príncipe Carlos, si es cierto, se convertiría en Príncipe Regente en su lugar. Estos son solo rumores ya que The Queen (La Reina) ha declarado en ocasión de su Jubileo de Diamante en su discurso ante el Parlamento "Con el apoyo de mi familia, me dediqué al servicio de nuestro gran país y su gente ahora y en los años venideros".

## Príncipe regente en Alemania
En Alemania, el título Prinzregent (literalmente príncipe regente) se asocia más comúnmente con el Príncipe Leopoldo de Baviera, que sirvió como regente de dos de sus sobrinos, el Rey Luis II de Baviera, quien fue declarado mentalmente incompetente en 1886, y el Rey Otón de Baviera. (quien había sido declarado insano en 1875) desde 1886 hasta 1912. 
Los años de la regencia de Leopoldd estuvieron marcados por una tremenda actividad artística y cultural en Baviera, donde se les conoce después de las regencias como Prinzregentenjahre o Prinzregentenzeit. Numerosas calles de las ciudades y pueblos bávaros se llaman Prinzregentenstraße. Muchas instituciones se nombran en honor de Luitpold, por ejemplo, el Prinzregententheater en Múnich. Prinzregententorte es un pastel de varias capas con crema de mantequilla de chocolate llamado en honor de Leopoldo. 
A la muerte de Leopoldo en 1912, su hijo el Príncipe Luis tuvo éxito como príncipe regente. Luis mantuvo el título por menos de un año, ya que la Legislatura bávara decidió reconocerlo como rey. 

## Príncipe regente en Bélgica
- El primer jefe de Estado de Bélgica después de separarse de la monarquía neerlandesa en 1831 fue un regente (pero no un príncipe por derecho propio), el barón Erasmo Luis Surlet de Chokier, antes de la nueva nación, que había elegido convertirse en una monarquía parlamentaria., tuvo su primer rey jurado en la constitución.
- El Príncipe Carlos de Bélgica sirvió como príncipe regente de Bélgica desde 1944 hasta 1950 durante el cautiverio alemán y el exilio a Suiza de su hermano mayor, el rey Leopoldo III de Bélgica.

## Príncipe regente en Bulgaria

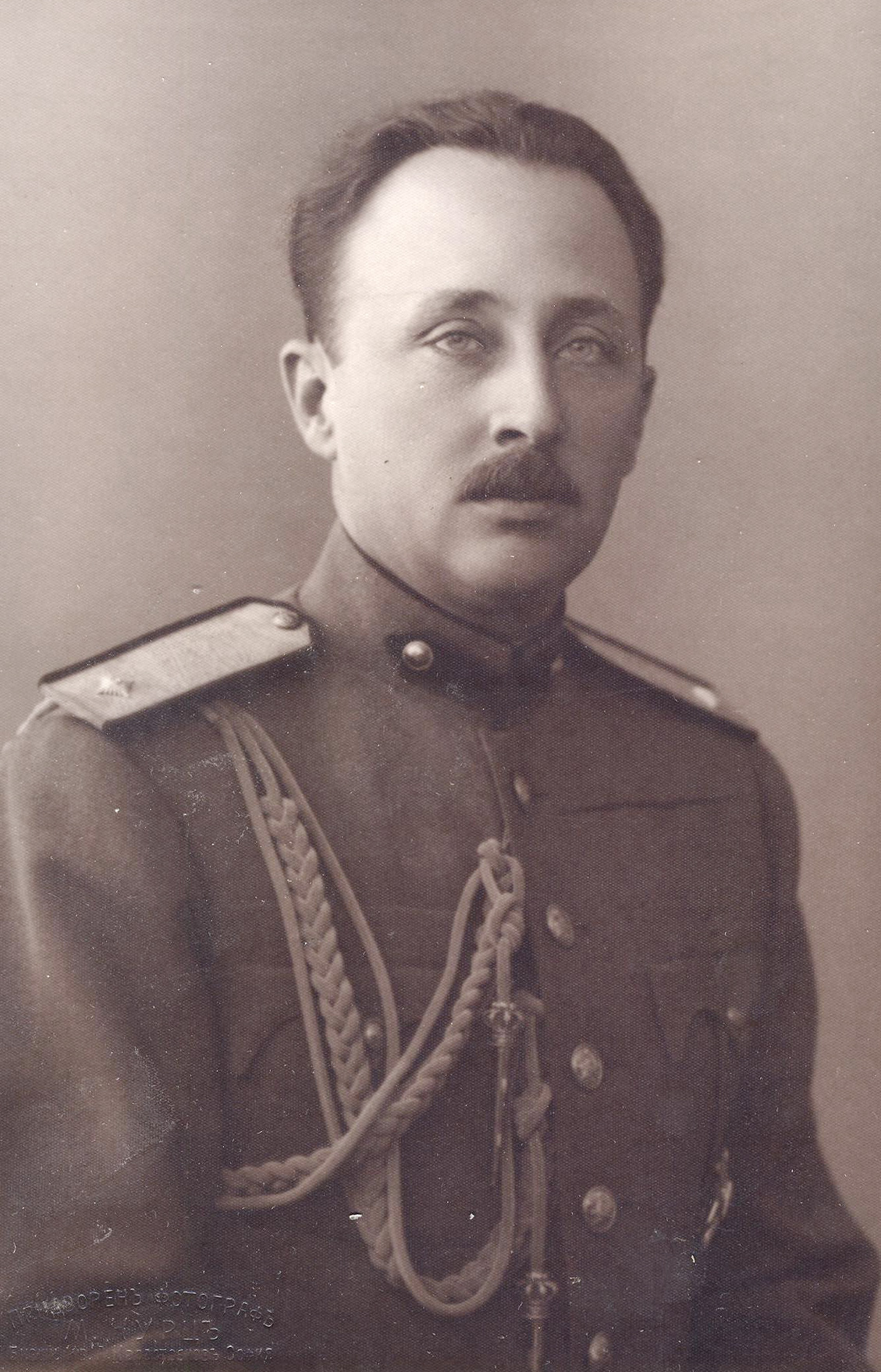
El Príncipe Regente Cirilo, Príncipe de Preslav.

Cirilo, Príncipe de Preslav fue nombrado jefe de un consejo de regencia por el parlamento búlgaro tras la muerte de su hermano, el zar Boris III, el 28 de agosto de 1943, para actuar como jefe de Estado hasta que el difunto hijo y sucesor del zar, el zar Simeón II, llegó a la edad de 18 años. El 5 de septiembre de 1944, la Unión Soviética declaró la guerra al Reino de Bulgaria y el 8 de septiembre los ejércitos soviéticos cruzaron la frontera rumana y ocuparon el país. El 1 de febrero de 1945, el príncipe regente Cirilo y los otros dos ex regentes, el profesor Bogdan Filov y el general Nikola Mikhov, así como una serie de exministros del gabinete, asesores reales y 67 diputados fueron ejecutados.

## Príncipe Teniente en Luxemburgo
El heredero aparente o presunto heredero del gran duque de Luxemburgo puede ser titulado prince-lieutenant ('príncipe designado') durante un período en el que el titular permanece formalmente en el gran trono ducal, pero (progresivamente, la mayoría) funciones de la corona es realizada por el 'aprendiz monarca', como lo hizo el príncipe Juan el 4 de mayo de 1961 al 12 de noviembre de 1964 en los últimos años del reinado de su madre Carlota hasta que abdicó y él sucedió al trono del gran ducado (ella vivió hasta 1985), y el propio príncipe Enrique, hijo de Juan, el 3 de marzo de 1998 al 7 de octubre de 2000 hasta que su padre abdicó y fue sucedido (Juan vivió hasta 2019). 

## Reina regente
Si un rey no puede realizar sus deberes, entonces su consorte o la reina madre pueden actuar para él como Reina Regente (Queen Regent). Las reinas madres han actuado de esta manera en el Reino de Esuatini. 

## Otros notables príncipes regentes
- El Duque de Zhou Dan sirvió como príncipe regente de su sobrino, el Rey Cheng de Zhou, hasta que este cumplió la mayoría de edad.
- Felipe II, duque de Orleans fue regente de Francia desde la muerte de Luis XIV en 1715 hasta que Luis XV alcanzó la mayoría de edad en 1723; esto también se usa como una etiqueta de época para muchos aspectos de la historia francesa, como "Régence" en francés.
- El Príncipe Heredero Federico de Dinamarca sirvió como regente de 1784 a 1808 para su padre, el Rey Cristián VII de Dinamarca, que estaba insano.
- El Príncipe Guillermo de Prusia sirvió como regente de 1858 a 1861 para su hermano mayor, el rey Federico Guillermo IV de Prusia, que se había vuelto mentalmente incapaz de gobernar.
- El Príncipe Dorgon de la dinastía Qing temprana sirvió como regente de su sobrino, el emperador Shunzhi, de 1643 a 1650, porque este último solo tenía seis años en el momento de su ascensión. Dorgon fue fundamental para trasladar a las fuerzas manchúes a Beijing en 1644, proclamando que la dinastía Qing era el sucesor legítimo de la dinastía Ming. En los registros históricos de la dinastía Qing, Dorgon fue el primero en ser llamado Shezhengwang (摄政 王; "Príncipe regente").
- Ramsés el Grande
- El Príncipe Chun de la dinastía Qing tardía sirvió como regente de 1908 a 1911 para su hijo Puyi, el emperador Xuantong. Además de Dorgon, Zaifeng fue la única persona en la historia de China a la que se refirió específicamente como príncipe regente.
- El Príncipe Heredero Hirohito sirvió como regente de 1921 a 1926 para su padre enfermo, el emperador Taishō.
- El Príncipe Pablo de Yugoslavia de 1934 a 1941, conocido en serbio como Његово Краљевско Височанство, Кнез Намесник (en español: Su Alteza Real el Príncipe Regente) sirvió como regente de su primo hermano, el Rey Pedro II, que era menor de edad.
- Juan, Príncipe de Brasil (1767-1826) sirvió como regente de Portugal para su madre, la Reina María I, que se había vuelto mentalmente incapaz de gobernar, desde 1799 hasta 1816. Su regencia estuvo asociada con el traslado de la corte portuguesa a Brasil.
- La Princesa Erelu Kuti de Lagos, una jefa yoruba del siglo XVIII que sirvió como reina madre de una línea de reyes tribales. Los sucesores del título noble que ahora comparte su nombre han servido posteriormente como regentes de Lagos tras la muerte de una oba reinante. Las princesas son tradicionalmente llamadas a servir como regentes de esta manera en la mayoría de los otros reinos de Yorubalandia también. En Akure, por ejemplo, la hija mayor de un rey recientemente fallecido gobernó en su lugar hasta que el sucesor sustancial del título real fuera elegido por el colegio de nobles reyes, un período que duró seis años inusualmente largos debido a una crisis de sucesión en el Estado.
- El Jefe Tshekedi Khama del Bamangwato, un príncipe tsuana que sirvió como regente durante el reinado de su famoso sobrino, Sir Seretse Khama. Se opuso al matrimonio de Sir Seretse con Lady Khama con el argumento de que tendría un efecto adverso sobre la jefatura, e intentó reclamar el trono tribal en su lugar a partir de entonces debido a ello. Finalmente no tuvo éxito.